# Red Carpet
Red Carpet je hrvatski televizijski zabavni magazin koji je s emitiranjem krenuo 8. lipnja 2003., a prestao 30. prosinca 2012.
Voditelji tog projekta su bili Daniel Delale i Ivana Nanut.

## Koncept emisije
Emisija Red Carpet bavi se vijestima iz života bogatih i slavnih.

## Raspored emitiranja
Emisija je svoju premijeru doživjela 8. lipnja 2003. na Novoj TV u 22:00 sata. Dana 30. prosinca 2012. godine prikazana je zadnja emisija Red Carpeta, te je prestalo snimanje emisije.

## Voditelji
U počecima emitiranja emisiju su vodili Dorijan Elezović i Monika Kravić, iako je voditeljsku palicu trebao preuzeti Marin Tironi, pobjednik reality showa "Story SuperNova". 
Posljednji voditelji emisije su bili Daniel Delale i Ivana Nanut.
Emisiju su vodile i Nikolina Božić, Linda Švarc, Mia Kovačić, Emilija Bunjac, Marta Žegura, Ana Stunić i Nikolina Pišek.

## Novinari
- Fani Stipković
- Ivana Nanut
- Nenad Hervatin
- Vedrana Pribačić
- Svjetlana Matić
- Iva Babić
- Hana Hadžiavdagić
- Boris Banović - modni kritičar
- Ivana Hranjec - voditeljica rubrike 'Navodno'[2]

## Vanjske poveznice
- Službena stranica  Arhivirana inačica izvorne stranice od 15. siječnja 2012. (Wayback Machine)